# Šen Jue
Šen Jue (poenostavljeno kitajsko: 沈约; tradicionalno kitajsko: 沈約; pinjin: Shěn Yuē) z vljudnostnim imenom Šjuven (休文) je bil kitajski zgodovinar, glasbeni teoretik, pesnik in politik, ki je služil cesarjem dinastij Liu Song, Južni Či in Ljang, * 441, Hudžov, provinca Džedžjang, † 1. maj 513.
Bil je pomemben učenjak dinastije Ljang in avtor Knjige Songa, zgodovinskega dela, ki zajema zgodovino predhodne dinastije Liu Song.  Najbolj znan je verjetno kot avtor prvih premišljeno uporabljenih pravil tonske evfonije, imenovanih "štirje toni in osem napak" v zgodovini kitajskega pesništva. Bil je tudi vodilni poznavalec glasbenih praks svojega časa in avtor esejev o čilinu in omenologiji.

## Poezija
Šen Jue je bil znan po svoji ljubezni do poezije. Napisal je na primer zbirko pesmi, ki so jo kasneje naslovili  Šest pesmi spominjanja, v kateri opisuje svojo ljubljeno v šestih obdobjih dneva. Pesmi so precej erotične, kar je nenavadno za klasične kitajske verze. Verzi, v katerih jo opisuje, ko spi, vključujejo naslednje vrstice (v prostem prevodu): 
...
sleče svojo prosojno obleko, ne da bi čakala na poziv,
počiva na blazini, dokler je ne najde božanje.
Strah, da jo tisti ob njej opazuje,
ona zardi pod sojem sveče.

## Prispevki k literarni teoriji
Šen Jue je bil eden od najpomembnejših pisateljev, ki so prispevali ideje, ki so v ozadju večine kasnejše klasične kitajske poezije. 

### Prispevki k teoriji tonalnosti pravilnega verza
Šen Jue je bil očitno prvi razvijalec teoretične podlage za razvoj tonalnosti v povezavi z reguliranim verzom. To je postalo ključnega pomena za nekatere oblike, zlasti tiste, povezane s poezijo dinastije Tang. 

### Juefu
Šen Jueju pripisujejo tudi, da je bil prvi, ki je uporabil izraz juefu v splošnem pomenu za poezijo baladnega sloga dinastije Han. Izraz juefu se je pred tem nanašal na cesarski glasbeni urad dinastije Han.

### Knjiga Songa
Šen Jue je bil v veliki meri odgovoren za zbiranje podatkov in pisanje Knjige Songa, zgodovine dinastije Liu Song. Eden od najpomembnejših delov knjige je njegova Razprava o glasbi (zvezki 19 do 22). Zgodovinar Pej Zije je uspel Knjigo Songa predelati v bolj jedrnato različico z naslovom Povzetek (Knjige) Songa. Ko jo je Šen Jue prebral, je izjavil: "To je standard, ki ga jaz ne morem doseči."